# Anna Bartolini
Anna Bartolini (Forlì, 18 maggio 1937 – Milano, 20 maggio 2023) è stata una giornalista italiana.

## Biografia
Laureata in giurisprudenza all'Università di Bologna, intraprese la professione di giornalista nel 1970 entrando al Corriere della Sera. Da sempre attiva nel movimento consumerista, nel 1973 fondò a Milano il Comitato difesa consumatori. Dal 1992 al 1994 fu vicepresidentessa del Bureau Européen des Unions des Consommateurs (Ufficio europeo delle unioni dei consumatori). Nominata nel 2000 alla presidenza del Consiglio Nazionale dei consumatori ed utenti, si dimise dall'incarico nel 2002. Tra il 1996 e il 1999 fu consigliere speciale di Emma Bonino per il tema della tutela dei consumatori.
Dal 2002 fu altresì docente all'Università IULM dove fu responsabile del corso di Tutela del Consumatore e Diritto all'Informazione. Come giornalista collaborò in qualità di consulente al programma Mi manda Raitre e fu curatrice di altri programmi sulle reti Rai. Scrisse inoltre su diversi quotidiani e periodici. Fu autrice di diversi libri sui temi della sicurezza alimentare e dei diritti dei consumatori. Era membro del Consiglio dei Consumatori della UE e del Trans Atlantic Consumers Dialogue. Anna Bartolini è morta a Milano il 20 maggio 2023, a 86 anni compiuti due giorni prima.

## Opere
- La donna in Europa, Roma, Comunità europee, Commissione della CE, Ufficio per l'Italia, 1975.
- Gli alimenti tra salute e portafoglio, Milano, Teti, 1979.
- Dimagrisci mangiando, Milano, Rizzoli, 1984. ISBN 88-17-24024-9.
- I conti intelligenti, Milano, Rizzoli, 1986. ISBN 88-17-24023-0.
- Restare giovani. Cibo, sport, cure, Milano, Rizzoli, 1987. ISBN 88-17-24453-8.
- Alla salute. Guida per una buona conoscenza ed un corretto consumo del vino, Roma, Ministero dell'Agricoltura e Foreste, 1988.
- La donna e l'arte del vino, Milano, Rizzoli, 1989. ISBN 88-17-24021-4.
- Consumatore difenditi, Milano, Biblioteca universale Rizzoli, 1990. ISBN 88-17-13772-3.
- Dimagrire. Il vero e il falso, a cura di, Milano, Editoriale Altroconsumo, 1991. ISBN 88-87171-06-8.
- L'Europa in tavola, con Gualtiero Marchesi, Milano, Rizzoli, 1992. ISBN 88-17-24290-X.
- Consumario. Il dizionario dei consumi, con Antonio Lubrano, Milano, Baldini & Castoldi, 1998. ISBN 88-8089-511-7.
- Guida ai diritti del consumatore, con CD-ROM, Roma-Milano, D'Anselmi-Hoepli, 1999. ISBN 88-85190-93-6.
- Le poesie dimagranti di Romeo, Cinisello Balsamo, San Paolo, 1999. ISBN 88-215-3970-9.
- Cibo sicuro tra presente e avvenire, con la collaborazione di Nicoletta Morabito, Milano, Fabbri, 2000. ISBN 88-451-2355-3.
- I diritti dei consumatori e l'Europa, con CD-ROM, Milano, BUR, 2003. ISBN 88-17-00026-4.
- I diritti fondamentali dei consumatori in Europa, Milano, Nagard, 2007. ISBN 88-85010-90-3.